# في البرية مع بير غريلز
في البرية مع بير غريلز (بالإنجليزية: Running Wild with Bear Grylls) هو مسلسل تلفزيوني واقعي عن مهارات البقاء من بطولة بير جريلز. في كل حلقة، يصطحب جريلز شخصية مشهورة مختلفة في رحلة برية يتم ترتيبها والإشراف عليها مسبقًا، على الرغم من تقديمها على أنها خامة وغير مخططة. يتضمن الطاقم المضيف جريلز، ومنتج القصة، ومصورين سينمائيين، ومسجلين ميدانيين، ومرشد جبلي، وهم حاضرون طوال التصوير.

## وصلات خارجية
- في البرية مع بير غريلز على موقع IMDb (الإنجليزية)
- في البرية مع بير غريلز على موقع ميتاكريتيك (الإنجليزية)
- في البرية مع بير غريلز على موقع روتن توميتوز (الإنجليزية)
- في البرية مع بير غريلز على موقع كينوبويسك (الروسية)
- في البرية مع بير غريلز على موقع قاعدة بيانات الفيلم (الإنجليزية)